# 德拉氏馬島鵑
德拉氏馬島鵑（Coua delalandei），又名食蝸牛馬島鵑，是一種已滅絕的島鵑。牠們最早於19世紀初被發現，但很短時間後就已經消失。所有標本都是在馬達加斯加的布哈拉島發現，但在非托峰、瑪羅安資塔及圖阿馬西納亦有指見到牠們。就如其俗名，牠們喜歡吃蝸牛。

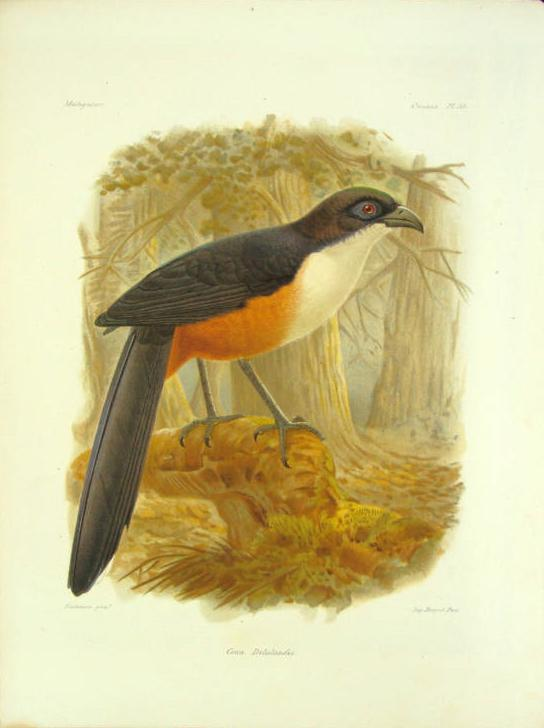

## 滅絕
現時共存有14個德拉氏馬島鵑的標本，除了兩個外，其餘的都是於1827年至1834年間由Chevalier J A Bernier所採集。存放在巴黎國立自然歷史博物館的模式標本是在此期間前採集，而另一個則是於1850年採集的。牠們是現今世界上第二最大的島鵑。牠們可能只生活於布哈拉島岸邊的雨林，但因19世紀的伐林而大大影響牠們。入侵的黑鼠會與牠們爭奪食物，而入侵的貓亦會掠食牠們，加劇了牠們的衰落。
於1920年代，有指在大陸上會不時獵殺德拉氏馬島鵑來採集其羽毛，但這可能其實是指藍馬島鵑。於1932年，曾有商人在安塔那那利佛高價求售德拉氏馬島鵑的標本，但最終卻不果。德拉氏馬島鵑的顏色獨特，可能只是在島內演化而來。

## 外部連結
- 德拉氏馬島鵑的立體圖